# دریاچه کلارک
دریاچه کلارک (انگلیسی: Lake Clark) دریاچه‌ای است در جنوب آلاسکا. این دریاچه حدود ۶۴ کیلومتر (۴۰ مایل) طول دارد و حدود ۸ کیلومتر عرض. در فوریه سال ۱۸۹۱، یک سفرنامهٔ تحقیقی توسط یک مجلهٔ هفتگی تأمین هزینه و ترتیب داده شد و در این سفر جان وات کلارک رئیس پست تجاری نوشاگاک اولین آمریکایی غیر بومی بود که موفق به دیدار این دریاچه گردید، به همین دلیل این دریاچه به افتخار وی نامگذاری گردید.